# Nickelhütte St. Egidien
Die Nickelhütte St. Egidien war eine Produktionsstätte für das reine Nichteisenmetall Nickel in St. Egidien im sächsischen Landkreis Zwickau. Der „VEB Nickelhütte St Egidien“ wurde im Jahr 1952 zur Aufbereitung der Nickelerze im Abbaugebiet um Callenberg gegründet. Zeitweise stand er mit der bis heute existierenden Nickelhütte Aue in Verbindung. Im Jahr 1990 wurde die Produktion der Nickelhütte St. Egidien eingestellt, die Hütte aus dem Kombinat ausgegliedert und in die „Industriegesellschaft St. Egidien mbH“ überführt.

## Lage
Der Industriebetrieb befand sich direkt nördlich des Bahnhofs St. Egidien in St. Egidien im sächsischen Landkreis Zwickau. In dessen Nähe befand sich ebenfalls der Werkbahnhof St. Egidien, von dem aus zwischen
1960 und 1991 die schmalspurige Industriebahn der Nickelhütte St. Egidien zu mehreren Nickeltagebauen um Callenberg verkehrte.

## Geschichte

### Erkundungsarbeiten der Lagerstätte und Bau der Nickelhütte St. Egidien

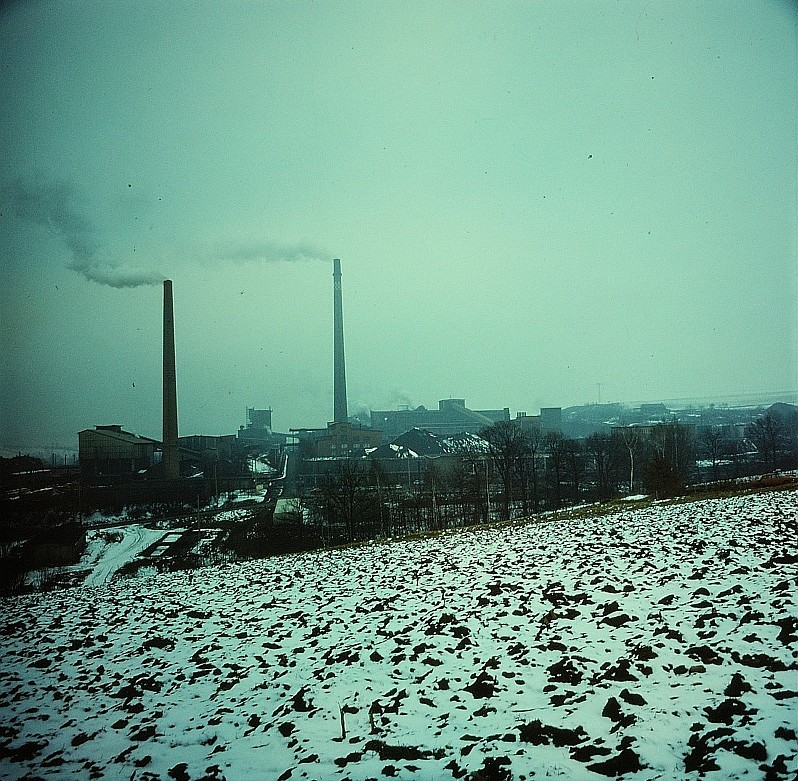
Nickelhütte St. Egidien

Bereits im 19. Jahrhundert war das Vorhandensein von verwitterten, nickelhaltigen Serpentiniten im Südwesten des Sächsischen Granulitgebirges um Callenberg bekannt. Dies weckte das Interesse des Fürstenhauses Schönburg-Waldenburg, welches schwedische Geologen zur Bewertung des Vorkommens beauftragte. Aufgrund der damaligen Möglichkeiten wurde die Gewinnung jedoch verworfen.
Nach dem Zweiten Weltkrieg erfolgte durch die Wismut die geologische Erkundung nach Pechblende, in deren
Rahmen im Jahr 1947 durch den Geologen Rudolf Jubelt im Nachbarort Kuhschnappel silikatische Nickelerze angetroffen wurden. Da die DDR zunächst vor allem die Schwerindustrie förderte, bestand ein großer Bedarf an entsprechenden Zuschlagstoffen für die Stahlproduktion. Im Oktober 1949 starteten die Erkundungsarbeiten im Gebiet Reichenbach/Obercallenberg sowie im Gebiet des Kiefernbergs bei Grumbach im Auftrag der Geologischen Landesanstalt Berlin. Dies führte zur Entdeckung der wirtschaftlich interessanten Lagerstätte bei Obercallenberg, aus welcher der spätere Tagebau Callenberg Süd I entstehen sollte.
Im Jahr 1952 begannen unter Federführung der VVB Buntmetall die Aufschlussarbeiten an der Lagerstätte Callenberg Süd und die Bauarbeiten der Nickelhütte St. Egidien als Betriebsteil der Nickelhütte Aue. Als Standort für die Nickelhütte wurde das Gelände nördlich des Bahnhofs St. Egidien ausgewählt, da so ein Eisenbahnanschluss an die Bahnstrecke Dresden–Werdau einfach herzustellen war. Zunächst wurde das Erz noch mittels LKW zum Bahnhof in St. Egidien gebracht und an das Bergbau- und Hüttenkombinat „Albert Funk“ Freiberg geliefert. Eine Erzbahn sollte zukünftig den Transport des Nickelerzes von den etwa drei Kilometer entfernten Tagebauen zur Nickelhütte übernehmen. Aufgrund der Kurskorrektur nach dem Aufstand vom 17. Juni 1953 wurden diese Arbeiten vorerst zurückgestellt. Der VEB Nickelerzgrube Obercallenberg wurde am 29. September 1953 an den VEB Nickelhütte St. Egidien angeschlossen. Sie blieben jedoch getrennte Betriebsteile. Nach einem Baustopp der Nickelhütte im März 1954 erfolgte auch das Herunterfahren des Grubenbetriebs in St. Egidien.

### Periode des Nickelabbaus der Lagerstätte Callenberg

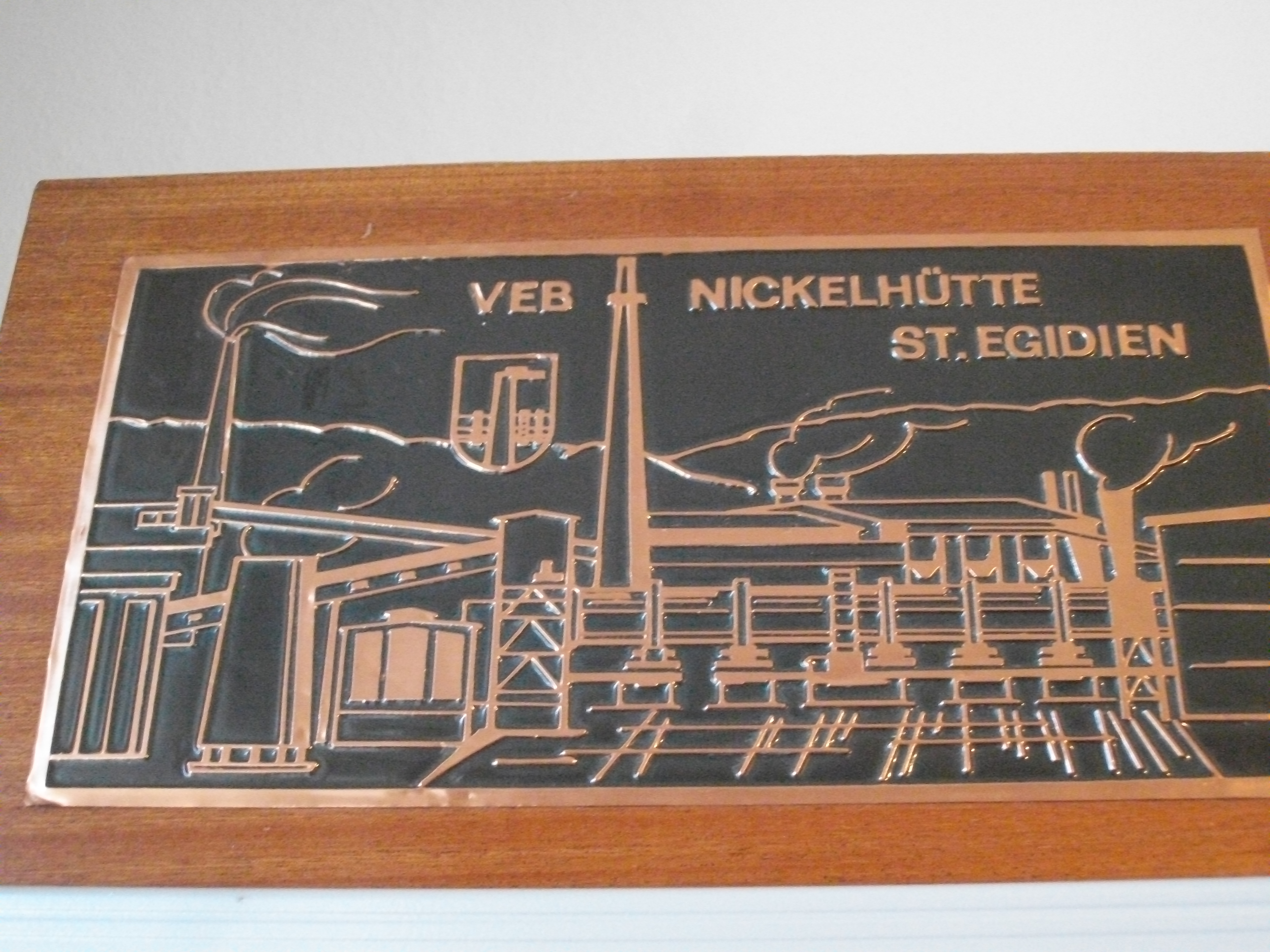
Historische Tafel der Nickelhütte St. Egidien

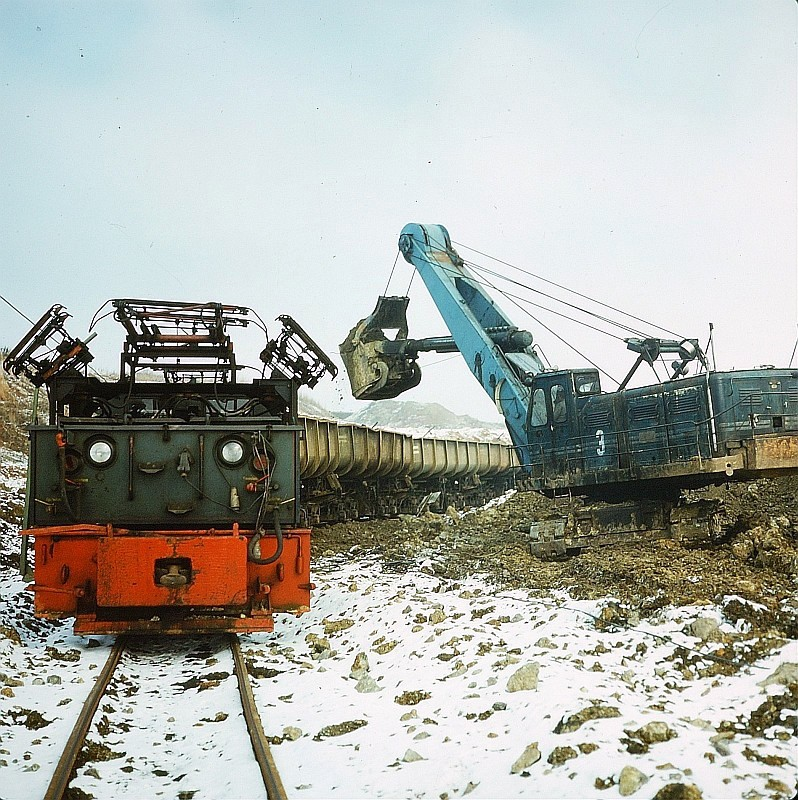
Erzzug beim Beladen im Tagebau

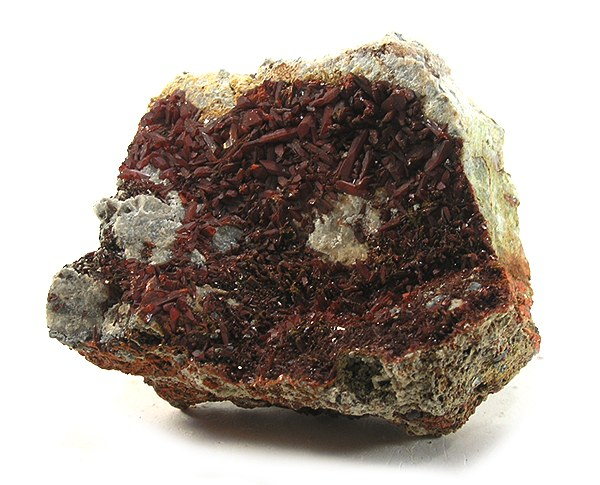
Krokoit aus Callenberg

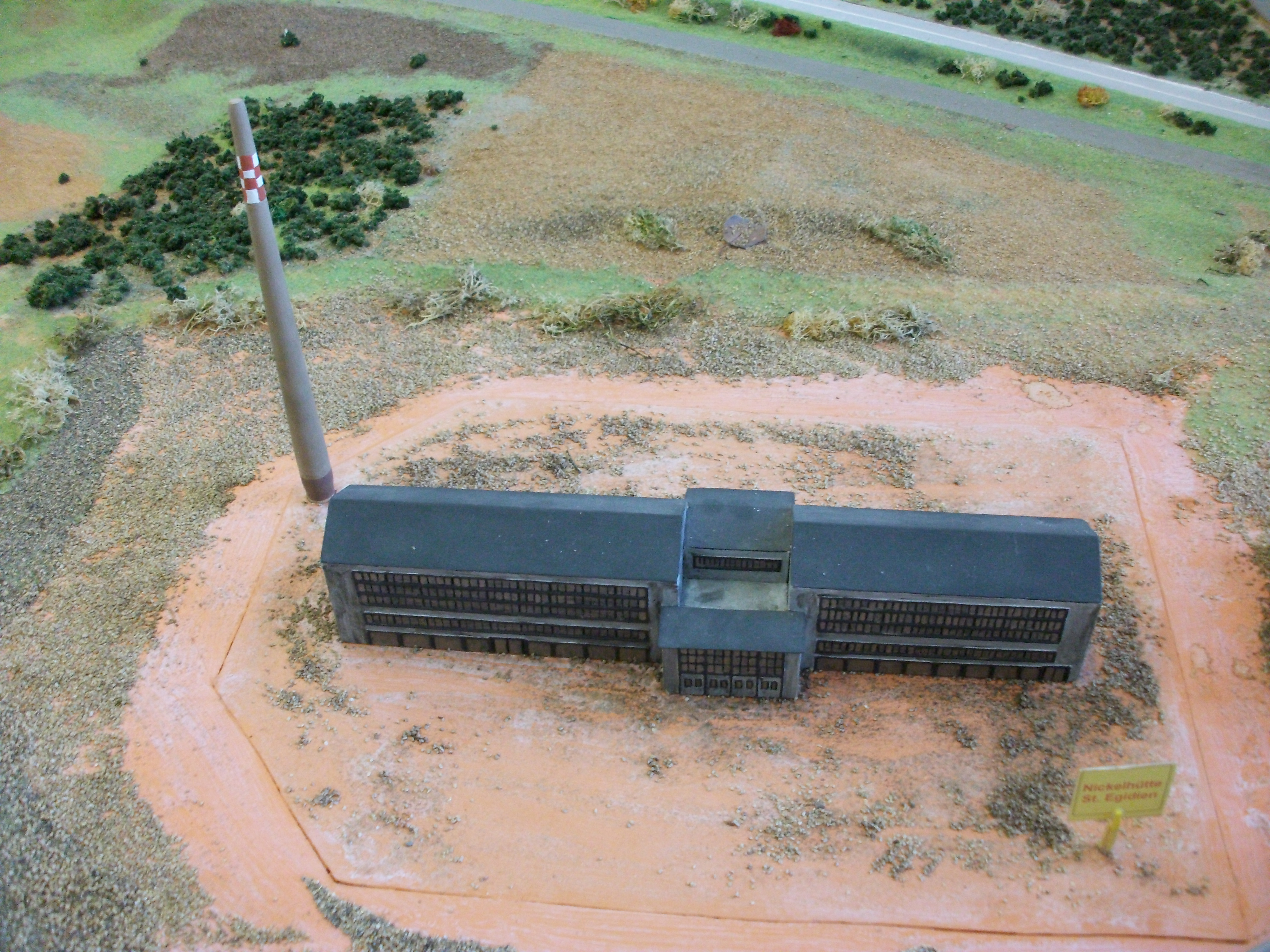
Modell der Nickelhütte St. Egidien in der Begegnungsstätte Reichenbach

Aufgrund der Nickelerzanalysen und der technologischen Änderungen in der Erzaufbereitung, d. h. dem Test an einem Versuchs-Rennofen in den Jahren 1954/55, wurden nach der Entscheidung für das Rennverfahren zur Nickelerzaufbereitung der Bau der Nickelhütte St. Egidien und der Aufschluss der ersten Grube Callenberg Süd I wieder aufgenommen. Die Forschungs- und Entwicklungsstelle wurde mit Beginn des Jahres 1954 vom traditionellen Standort in Aue nach St. Egidien verlegt. Am 26. Oktober 1956 erfolgte das Richtfest des 140 m hohen Schornsteins.
Zum Transport des abgebauten Nickelerzes erfolgte 1959/1960 der Bau einer zunächst zirka 6,2 km langen Grubenbahnstrecke mit 900 mm Spurweite vom Tagebau Callenberg Süd I bei Reichenbach, der über ein Gleisdreieck an den Grubenbahnhof Obercallenberg angeschlossen war, zur Nickelhütte in St. Egidien. Der Transport erfolgte zunächst mittels sechs Dampf-Tender-Loks vom VEB Lokomotivbau Karl Marx Babelsberg und Einseiten-Kastenkippwagen mit je 25 m³ Fassungsvermögen. Weiterhin existierte eine Werkbahn mit 600 mm Spurweite und rückbaren Gleisen für den Abraumtransport innerhalb der Tagebaue. Nachdem die Strecke zunächst nur mit Dampflokomotiven befahren wurde, erfolgte ab 1961 die Elektrifizierung der Strecke und der Einsatz von EL 3-E-Lokomotiven. Die Gesamtlänge der Strecke betrug 10 km. Sie verband die einzelnen, sich in Nord-Süd-Richtung aneinanderreihenden Tagebaue mit der Nickelhütte St. Egidien.
Die Produktion in der Nickelhütte St. Egidien startete im Dezember 1960 mit der Inbetriebnahme des ersten von vier Drehrohröfen. Diese stellten aus den hydrosilikatischen Nickelerzen der Lagerstätte Callenberg Nickel-Eisen-Luppen her. Die Rohstoffe stammten aus den folgenden ortsnahen Lagerstätten:
- Callenberg Süd I (1960–1977), südlich von Reichenbach⊙
- Callenberg Süd II (1980–1990), südöstlich von Reichenbach⊙
- Kiefernberg (ab 1964 bis 1965) (aus Rationalisierungsgründen abgebrochen)
- Callenberg Nord I (1973–1988), zwischen Callenberg und Reichenbach ⊙ und Erzkörper 7 (1984–1988), nördlich des Tagebaus Callenberg Nord I ⊙
- Callenberg Nord II (1978–1990), zwischen Callenberg und Langenchursdorf ⊙

Weiterhin wurden Erzlagerstätten wie Meerane/Crimmitschau und Kuhschnappel untersucht, welche jedoch nicht die erforderliche Nickelkonzentration aufwiesen. Der Abbau der Erze startete am 10. Juli 1960 im Tagebau Callenberg Süd I mit einem Bagger vom Typ UB 162 aus dem VEB Schwermaschinenbau NOBAS Nordhausen. Die Nickelhütte St. Egidien wurde im Jahr 1962 dem VVB Nichteisenmetalle Eisleben angegliedert. Nach dessen Auflösung erfolgte im Jahr 1967/68 die Angliederung der Nickelhütte St. Egidien als Zweigbetrieb zum Ferrolegierungswerk Lippendorf im VEB Qualitäts- und Edelstahlkombinat Hennigsdorf. Der im Jahr 1964 begonnene Aufschluss des Tagebaus Kiefernberg Nord zwischen Reichenbach und Falken einschließlich Erweiterung der Grubenbahn wurde bereits im folgenden Jahr wieder eingestellt und das Anschlussgleis wieder abgebaut.
Im Jahr 1970 erfolgte der Aufschluss des Tagebaus Callenberg Nord I zwischen Callenberg und Reichenbach. Dadurch wurde die Grubenbahn um 2,1 km in nördliche Richtung verlängert. Aus dem Erzkörper 5 begann die Förderung am 6. Oktober 1972, aus dem Erzkörper 6 ab Januar 1973, aus dem Erzkörper 3 ab April 1973 und aus dem Erzkörper 4 ab Februar 1975. Im Jahr 1975 wies der Betriebsplan für den Gewinnungsbetrieb eine Belegschaft von 97 Mitarbeitern aus. Zu dieser Zeit verfügte man über fünf Bagger vom Typ UB 162, welche wahlweise mit Tiefschaufel oder mit einem 14 m langen Ausleger und Zugschaufel ausgerüstet werden konnten. Weiterhin besaß der Betrieb vier Raupen vom Typ S-100 und 36 der charakteristischen Einseitenkippwagen. Die Fördermengen schwankten je nach Grad des Aufschlusses der einzelnen Teillagerstätten erheblich. Während in Callenberg Süd I keine Abraumbewegung mehr erforderlich waren, lieferte Callenberg Süd I in diesem Jahr 98.000 t Roherz und Callenberg Nord I 141.000 t. Für den Neuaufschluss von Callenberg Nord I waren 1975 zirka 130.000 m³ Abraum umzulagern. Weitere Erzlagerstätten, wie Kiefernberg oder Meerane, wurden zwar untersucht, allerdings enthielten sie nicht die erforderliche Nickelkonzentration. Von der Eröffnung der Förderung im Tagebau Callenberg Süd I im Jahr 1951 bis zu deren Einstellung im Jahr 1977 wurden ca. 1 Million Tonnen Deckgebirge und etwa 4 Millionen Tonnen Nickelerz gefördert, aus welchem 12.500 t Nickel gewonnen wurden. Nach dem Aufschluss des Tagebaus Callenberg Nord II am 18. April 1977 wurde am 30. September 1978 die Verlängerung der Grubenbahn in nördliche Richtung in Betrieb genommen.
Im Jahr 1977 wurde die Dolomitgrube in Meerane/Crimmitschau als Betriebsabteilung übernommen, da der Dolomit als Zuschlagstoff bei der Verhüttung benötigt wurde. Ab dem 1. Januar 1979 wurde die Nickelhütte St. Egidien dem VEB Bergbau- und Hüttenkombinat „Albert Funk“ zugeordnet. Die Kapazitäten der Nickelhütte St. Egidien wurden ab 1968 durch die Mineralwollerzeugung, ab 1979 durch die Strahlmittelproduktion (Strahlsand) und zu Beginn der 1980er Jahre zur Nebenproduktion von Konsumgütern genutzt. Während dieser Zeit wurde in den Tagebauen der Lagerstätte Nickel in hohem Reinheitsgrad gewonnen. Im Jahr 1977 entdeckte man im Tagebau Callenberg Nord I Krokoit, ein sehr seltenes Mineral, welches bisher nur aus Funden in Berjosowski im russischen Oblast Swerdlowsk, Dundas in Tasmanien und Triger in Arizona (USA) bekannt war. Bis 1986 entdeckte man weitere groß ausgebildete Kristalle zusammen mit anderen Mineralien.

### Niedergang des Nickelabbaus in den 1980er Jahren

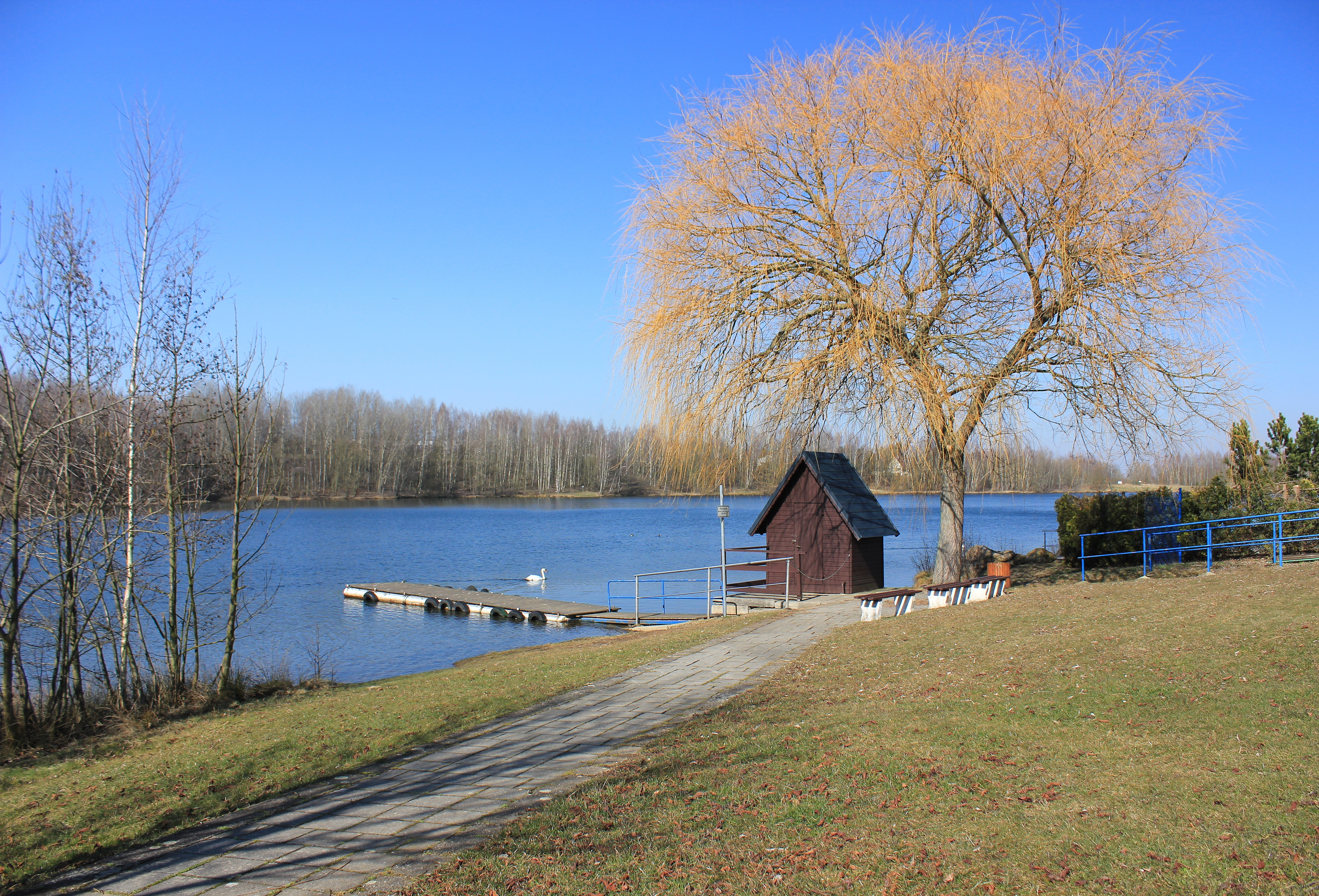
Stausee Oberwald

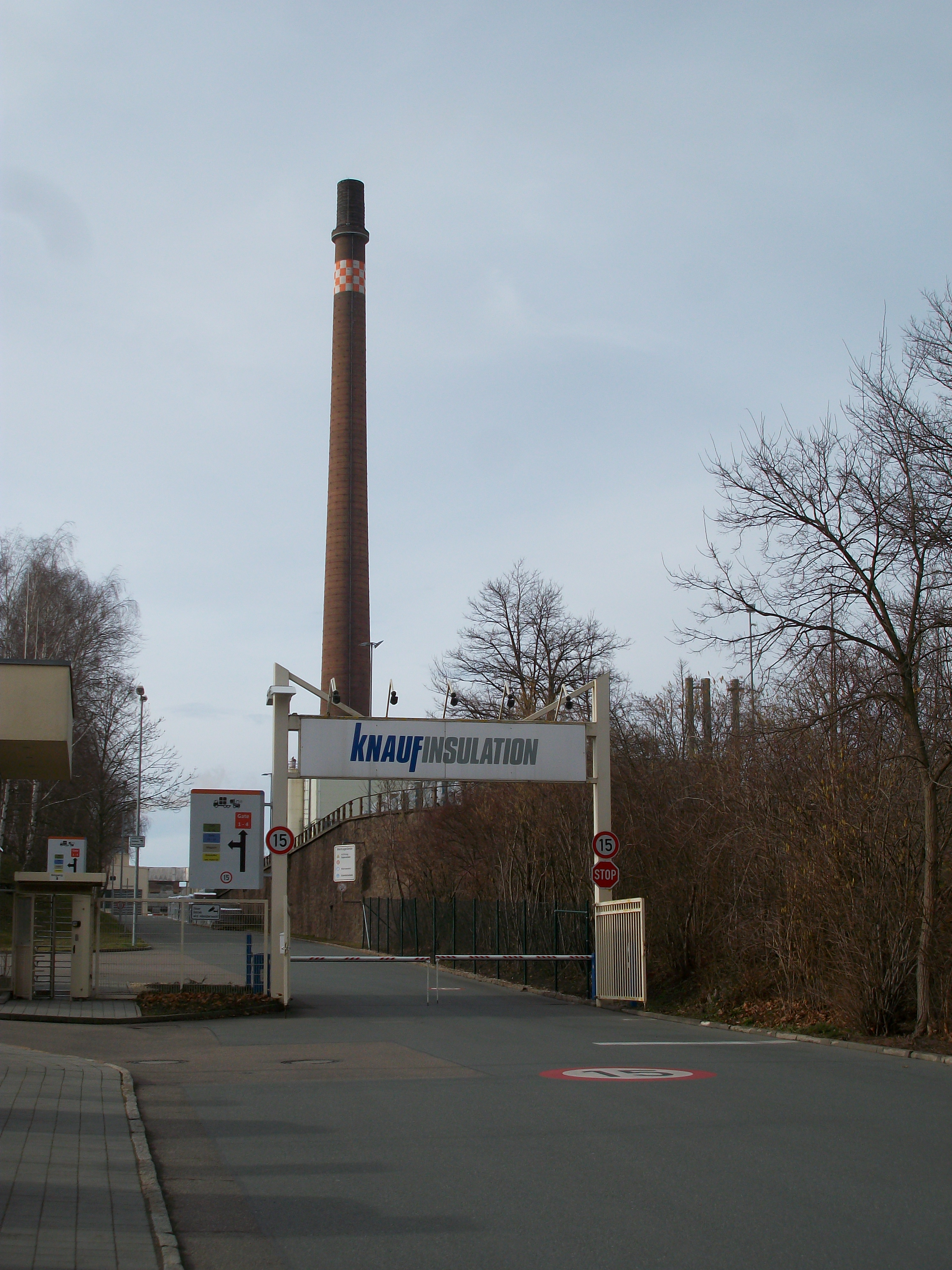
Schornstein der Nickelhütte St. Egidien (2020)

Im Jahre 1977 erfolgte die Einstellung der Förderung im Tagebau Callenberg Süd I. Bereits am 20. Mai 1971 hatte der Rat des Kreises Hohenstein-Ernstthal beschlossen, nach der Auserzung den Tagebau Callenberg Süd I zum Naherholungszentrum, dem heutigen 16 ha großen Stausee Oberwald, auszubauen. Am Ende der Laufzeit betrug die Nord-Süd-Erstreckung dieses Tagebaus rund 900 m. Nordöstlich des 1982 als Stausee Oberwald eröffneten Restlochs des Tagebaus Callenberg Süd I erfolgte ab dem 1. August 1980 der Aufschluss des Tagebaus Callenberg Süd II weitgehend in Eigenleistung der Beschäftigten. Er erhielt ebenso wie der 1984 freigelegte dem Erzkörper 7 nordöstlich von Callenberg ein Anschlussgleis. Damit erreichte die Grubenbahn im Jahr 1985 mit 12 km Länge ihre größte Ausdehnung.
Ab Mitte der 1980er Jahre war absehbar, dass der Abbau der Nickelerze zum Erliegen kommen würde. Allerdings wies der Betriebsplan der Jahre 1985/1986 gegenüber dem Zeitraum zehn Jahre früher eine nahezu gleich gebliebene Förderung von 205.000 t Roherz aus. Der Betriebsplan der Jahre 1985/86 wies nur noch 91 Mitarbeiter aus, der von 1988/89 nur noch 64 Personen. In der Nickelhütte St. Egidien arbeiteten im Jahr 1989 noch 983 Vollbeschäftigte. Im letzten Betriebsjahr wurden immer noch 159.450 m³ Abraum bewegt, die im inzwischen ausgeerzten Tagebau Erzkörper 7 wieder verkippt wurden. Die beiden noch in Betrieb befindlichen Tagebaue Callenberg Nord I und  Callenberg Nord II wiesen eine Fördermenge von 214.000 t Roherz auf. Zu dieser Zeit waren in der Förderung sechs Bagger des Typs UB 162 und je einen weiteren vom Typ UB 1412 (ZEMAG) (für sumpfiges Gelände) und vom Typ UB 631 (kleinerer Universalbagger) im Einsatz. Im Jahr 1988 endete die Förderung im Tagebau Callenberg Nord I. Ein Teilbereich wurde zwischen 1983 und 1994 als Deponie Callenberg genutzt und mit Hausmüll verfüllt.
Insgesamt wurde in der Lagerstätte Callenberg zwischen 1960 und 1990 9.145.426 t Roherz gefördert, aus denen 64.890 t Nickel und 759.200 t Eisen gewonnen wurden. Auf die einzelnen Teillagerstätten entfielen davon:
- Callenberg Süd I (1960–1977): 4.019.709 t Roherz, 28.000 t Nickel, 336.000 t Eisen
- Callenberg Süd II (1980–1990): 551.197 t Roherz, 3.390 t Nickel, 48.500 t Eisen
- Callenberg Nord I (1973–1988) mit Erzkörper 7 (1984–1988):  2.885.619 t Roherz, 22.700 t Nickel, 228.700 t Eisen
- Callenberg Nord II (1978–1990): 1.688.901 t Roherz, 10.800 t Nickel, 146.000 t Eisen
- Kiefernberg (1964–1965): 34.500 t Nickel, 1.422 t Kobalt, 32.200 t Chrom

### Nachnutzung der Nickelhütte St. Egidien und Rekultivierung des Fördergebiets um Callenberg ab 1990

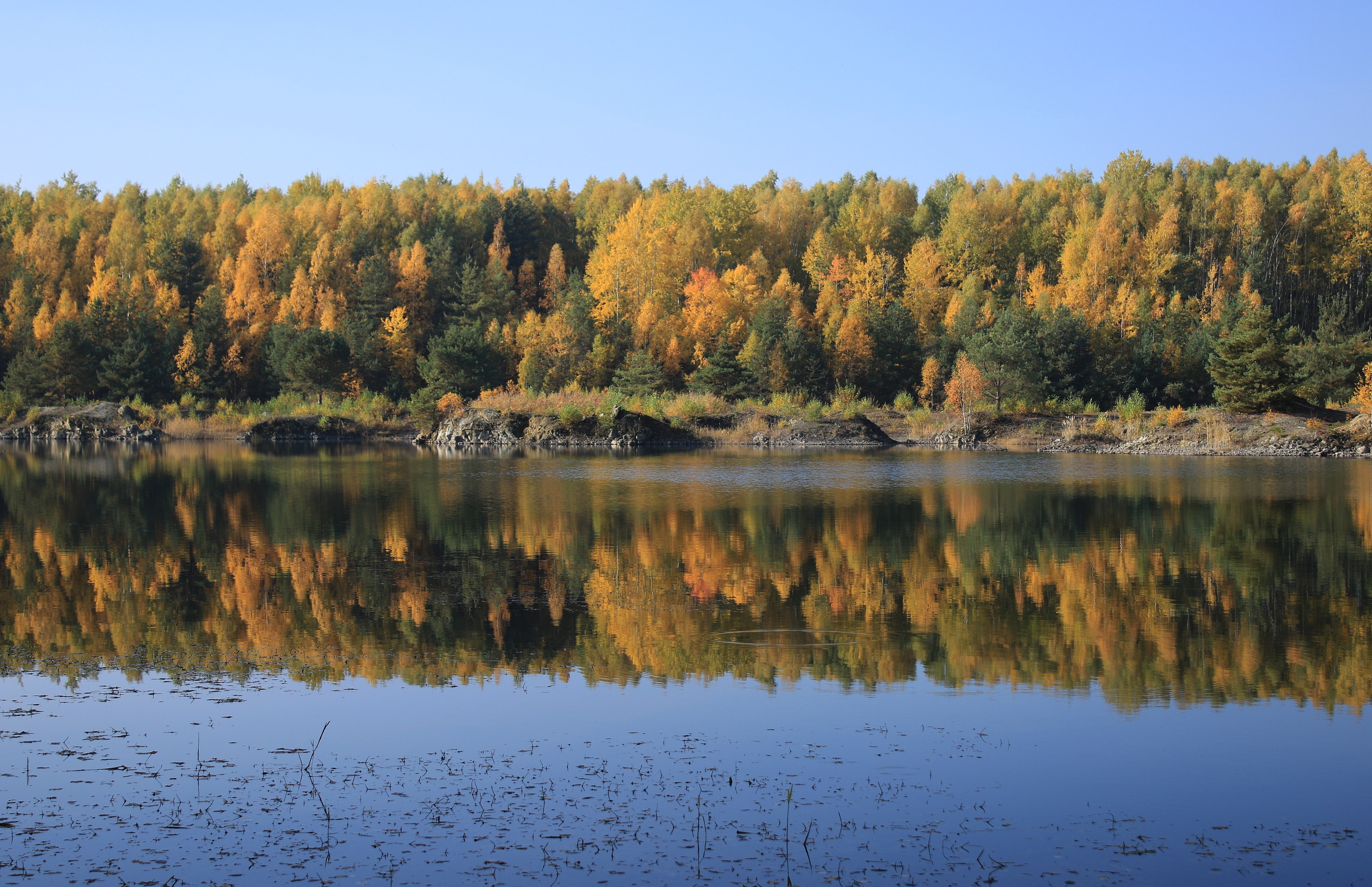
NSG der ehemaligen Nickelgrube Callenberg Nord II

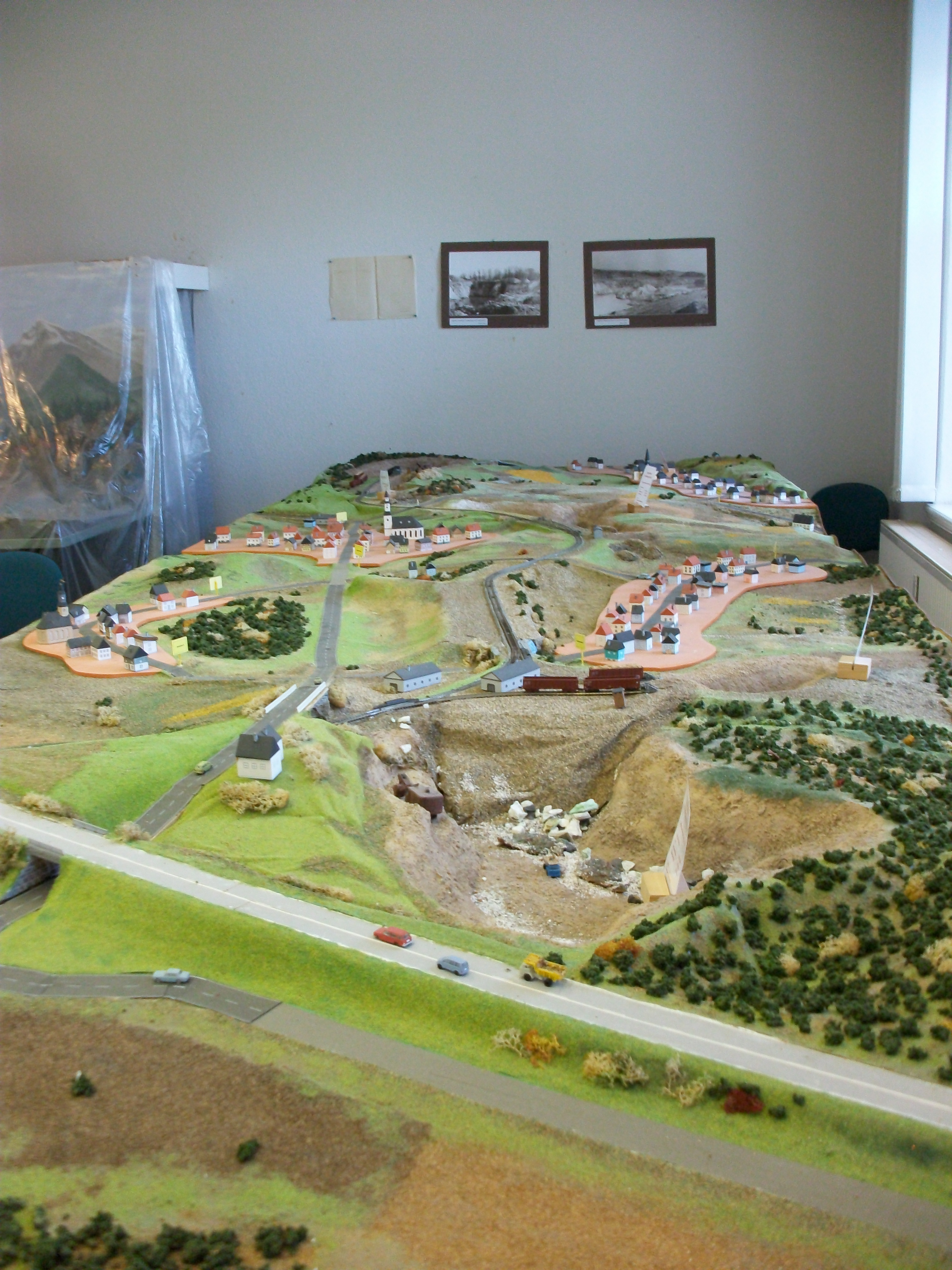
Modell der Nickelerzlagerstätten auf dem Gebiet der Gemeinde Callenberg

Mit der politischen Wende und der neuen Marktsituation erfolgte 1990 die Einstellung des Bergbaus und der Produktion in der Nickelhütte St. Egidien. Die Verhüttung musste aufgrund eines Schadens am letzten in Betrieb befindlichen Ofen am 12. September 1990 eingestellt werden. Der letzte Abstich erfolgte am 26. Oktober 1990. In den letzten beiden aktiven Tagebauen Callenberg Süd II und Callenberg Nord II endeten die Erzförderung und der reguläre Zugbetrieb am 8. Oktober 1990. Am 3. Juni 1991 fand die letzte Zugfahrt zur Überführung von Wagen in den Grubenbahnhof statt. Bis Mitte der 1990er-Jahre wurde die Strecke vollständig abgebaut, nachdem die Pläne einer Interessengemeinschaft zur touristischen Nutzung oder sogar Verlängerung bis zur Muldentalbahn nach Waldenburg an der Finanzierung gescheitert waren. Der Großteil der voll betriebsfähigen Fahrzeuge wurde verschrottet, Teile des Gleismaterials noch zum Aufbau der Museumsbahn Schönheide genutzt. Im Jahr 1992 wurde der Grubenbahnhof in Obercallenberg samt der noch dort befindlichen Fahrzeuge als Industriedenkmal ausgewiesen, was aber bereits zwei Jahre später wieder aufgehoben wurde. Am 9. Januar 1995 erfolgte der Abriss der bereits durch Vandalismus beschädigten Anlagen des Betriebsbahnhofs Obercallenberg und die Verschrottung der dort noch befindlichen Fahrzeuge. Auf dem einstigen Areal am Damm des Stausees Oberwald zwischen der Reichenbacher Straße im Westen und der Bergstraße im Osten befinden sich heute ein großer Parkplatz und ein Waldstück. In der Nähe erinnern zwei Waggons auf einem Stück Gleis und Informationstafeln an die Zeit der Erzbahn. In Grumbach ist noch eine Bahnbrücke erhalten. An der früheren Brücke in Reichenbach findet man noch die Signale. Weiterhin sind an Teilen des Bahndamms die Fundamente der Oberleitungsmasten erhalten geblieben. Eine Ausstellung über die Zeit der Nickelerzförderung befindet sich in der Kulturellen Begegnungsstätte Reichenbach.
Die Nickelhütte St. Egidien wurde nach 1990 aus dem Kombinat ausgegliedert und in die Industriegesellschaft St. Egidien mbH überführt. Diese begann in St. Egidien mit dem Abriss überflüssiger Werksanlagen und der Wiederurbarmachung der aufgelassenen Tagebaue. Das Areal der Nickelhütte St. Egidien mit dem markanten Schornstein wurde zum Industriepark Achat. In diesem sind neben der Industriegesellschaft St. Egidien mbH u. a. der Sonderfahrzeugbau der Volkswagen Sachsen GmbH (seit 2014) und die Esda Strumpfwerke GmbH angesiedelt. Der Zweckverband Achat kaufte im Jahr 1994 die Grundstücke der Industriebrache am ehemaligen Tagebau Callenberg Süd I, damit deren Nutzung als Naherholungsgebiet gewahrt blieb. Durch einen Beschluss des Kreistags des Landkreises Chemnitzer Land ging im Jahr 1997/98 der Betrieb in kommunalen Besitz über. Während der Tagebau Callenberg Süd I somit der Naherholung diente, wurde aus dem Restloch Callenberg Nord I eine Hausmülldeponie (bis 1994, danach saniert und verwahrt) und aus den Restlöchern Callenberg Nord II und Erzkörper 7 Naturschutzgebiete. Diese beiden Naturschutzgebiete wurden in den Jahren 1993 bzw. 1994 ausgewiesen. Sie besitzen eine Fläche von insgesamt 27 ha.